# 신덴촌 (오사카부)
신덴촌(일본어: 新田村)은 일본 오사카부 시마시모군·미시마군에 설치되었던 촌이다. 현재의 도요나카시와 스이타시에 해당한다.

## 역사
- 1889년 4월 1일 - 정촌제 시행에 의해 시마시모군 신덴촌이 성립하였다.
- 1896년 4월 1일 - 미시마군이 성립하여 소속이 변경되었다.
- 1953년 7월 1일 - 오아자, 가미신덴 도요나카시, 오아자 시모신덴이 스이타시에 분립 편입해 동일 신덴촌은 폐지되었다.

## 교통

### 철도
- 게이한신 급행 전철
  - 한큐 교토 본선

### 도로
현재는 구촌 지역에 주고쿠 자동차도가 지나가지만 당시엔 미개통.

## 참고문헌
- 角川日本地名大辞典 27 大阪府